# فرانتس ارنست نویمان
فرانتس ارنست نویمان (آلمانی: Franz Ernst Neumann؛ زاده ۱۱ سپتامبر ۱۷۹۸ درگذشته ۲۳ مهٔ ۱۸۹۵) یک دانشمند در زمینه فیزیک‌دان و کانی‌شناسی اهل آلمان بود.